# Astracantha multifoliolata
Astracantha multifoliolata är en ärtväxtart som först beskrevs av Antonina Georgievna Borissova, och fick sitt nu gällande namn av Dieter Podlech. Astracantha multifoliolata ingår i släktet Astracantha och familjen ärtväxter. Inga underarter finns listade i Catalogue of Life.